# Milan Dvorščík
Milan Dvorščík (* 7. března 1970 Považská Bystrica) je bývalý slovenský silniční cyklista.
Jako amatér byl členem ZŤS Dubnica nad Váhom, Dukly Brno a Dukly Trenčín. Na mistrovství světa v silniční cyklistice získal v roce 1994 stříbrnou medaili v závodě amatérů, po tomto úspěchu byl zvolen slovenským sportovcem roku. Dvakrát reprezentoval Slovensko na olympijských hrách, v roce 1996 obsadil 59. místo v závodě s hromadným startem a 34. místo v časovce, v roce 2000 skončil na 87. místě v závodě s hromadným startem. Vyhrál závody Tour du Pays de Vaud 1987, Slovenské Pyreneje 1991 a Okolo Jugoslávie 1999, na závodě Okolo Slovenska byl v roce druhý. Dvakrát byl mistrem Československa v časovce družstev. Na mistrovství světa juniorů získal v roce 1988 stříbrnou medaili v časovce družstev.
V letech 1998 až 1999 jezdil profesionálně za stáj De Nardi. Kariéru ukončil v roce 2000 a působí jako rozhodčí Mezinárodní cyklistické unie. Pracoval v rodinné firmě na instalatérské práce a založil poradnu v oblasti životního stylu. Je mluvčím iniciativy Transparentná cyklistika, kritizující vedení Slovenského cyklistického svazu.